# Hertha Meyer
Hertha Meyer (Germania, 3 maggio 1902 – Rio de Janeiro, 6 settembre 1990) è stata una biofisica brasiliana, ricercatrice nel campi della neurobiologia e della microbiologia.

## Biografia
Herta Meyer cresciuta in una famiglia ebrea, dopo aver completato l'istruzione di base, entrò nella rinomata scuola di Berlino Lette-Haus (oggi Lette-Verein), un liceo di corsi professionali esclusivamente per donne, poiché in quell'epoca non era consentito l'accesso all'università.
Negli anni '30, a causa dell'ascesa nazista e la persecuzione degli ebrei tedeschi, Hertha andò in Italia. Lì, precisamente a Torino, mentre lavorava nel laboratorio di Giuseppe Levi, incontrò Rita Levi-Montalcini ed insieme si dedicarono allo studio delle cellule neuronali. Tuttavia Hertha lasciò il paese mediterraneo a causa della pubblicazione del Manifesto della razza, da parte di Benito Mussolini, che stabiliva restrizioni e persecuzioni contro gli scienziati ebrei.
Si trasferì a Rio de Janeiro, poiché lì aveva dei parenti tedeschi emigrati in precedenza. Hertha che non smise mai di lavorare riuscì a sviluppare metodi e pubblicò diverse ricerche sulla coltura cellulare e l'infezione da protozoi come il Trypanosoma cruzi. Divenne direttrice di un'unità di coltura tissutale. Negli anni '40 e '50 fu fondamentale il suo contributo per lo studio sulla coltivazione del Toxoplasma gondii.
Il laboratorio in cui lavorò per circa cinquant'anni, venne nominato con il suo nome: Hertha Meyer Cell Ultrastructure Laboratory.

## Pubblicazioni
- con R.D. Machado & W.M. Cintra. On the cultivation of Trypanosoma cruzi in tissue cultures of the spinal and sympathetic ganglion from the chick embryo. An. Acad. Bras. Ciencias 54:739-42, (1982)

- con W. de Souza. On the fine structure of the nucleus in Trypanosoma cruzi in tissue culture forms (1974)

- con M.A. Esquibel, I. Alonso, G. Oliveira Castro & C. Chagas Filho. Quelques aspects de l'histogenese et de l'ontogenese des organes electriques chez Electrophorus electricus (L.). C.R. Acad. Sci. Paris Ser. D 273:196-9, (1971)

- con M.X. de Oliveira. Ação do S. cruzi degenerado ou em suspensão de tripanosomas mortos sobre células nervosas em cultura de tecido de embriões de galinha. O Hospital 55:889-903, (1959)

- con A. Couceiro & C. Chagas Filho. Estrutura submicroscópica da eletroplaca do Electrophorus electricus (L.). Anais Acad. Bras. Ciencias 27, (1955)

- Electron microscope study of nerve fibres grown in vitro. Experimental Cell Research 7:15-22, (1954)

- R. Levi-Montalcini & V. Hamburger. In vitro experiments on the effects of mouse sarcomas 180 and 37 on the spinal and sympathetic ganglia of the chick embryo. Cancer Res. 14(1):49-57, (1954)

- Cultivation of the erythrocytic form of Plasmodium gallinaceum in tissue cultures of embryonic chicken brain. Nature 160:155-6, (1949)

- Cultivo de Plasmodium gallinaceum em culturas de tecido a partir de sangue infectado. II. Rev. Bras. Biol. 9, (1949)

- con M.X. de Oliveira. Cultivation of Trypanosoma cruzi in tissue culture: a four year study. Parasitol. 39(12):91-4, (1948)

- con G. Levi. Reactive, regressive and regenerative processes of neurons cultivated in vitro and injured with the micromanipulator. J. Exp. Zool. 99:141-81, (1945)

- con M.X. de Oliveira. Conservação de protozoários em culturas de tecido mantidas a temperatura ambiente. Rev. Bras. Biol. 3:341-3, (1943)

- C. Romaña. Estudo do ciclo evolutivo do Schizotrypanum cruzi em cultura de tecido de embrião de galinha. Mem. Inst. Oswaldo Cruz 37:19-27, (1942)

- con M.X. de Oliveira. Observações sobre divisões mitóticas em células parasitadas. Anais Acad. Bras. Ciencias 14:289-92, (1942)

- Culturas de tecido nervosa infectados por Schizotrypanum cruzi. Anais Acad. Bras. Ciencias 14:253-5, (1942)

- con G. Levi. Nouvelles recherches sur le tissu nerveux cultivé in vitro (1941)

- Culture of cilia and iris muscle with the chicken embryos. Zeit. Mikroskop. Anat. Forschung 39:161-71, (1936)

- In vitro culture of the retina of hens. Zeit. Mikrosk. Anat. Forschung 39:151-60, (1936)

- con G. Levi. Nuovi studi sul destino del tessuto nervoso espiantato in vitro (1934)

- Wechselbeiehungen zwischennormalen und bosartigen geweben. Ztschr. f. Krebsforsch. 29(3):270, (1929)

- con G. Levi. Divisione mitotica di cellula nervosa in colture in vitro. Atti Acad. Naz. Lincei 8(18):352-8,